# Gold (Kiiara)
Gold è il singolo di debutto della cantante americana Kiiara, pubblicato come singolo principale del suo extended play (EP) Low Kii Savage (2016) il 26 ottobre 2015. Il singolo fu il suo primo ad entrare nella top 20 entry della classifica Billboard Hot 100, raggiungendo la 13ª posizione. È stato rilasciato un remix della canzone con il rapper americano Lil Wayne il 18 novembre 2016.

## Critiche ricevute
Il sito "Renowned for Sound" descrisse la canzone come un "mix elettrico" tra l'electropop scandinavo e la trap di Atlanta. Carl Williott di Idolator affermò "La cantante d'Illinois assomiglia un po' ad Ellie Goulding incrociata con Lorde, lei era al corrente di essere accoppiata con SZA collaboratrice di Felix Snow, che ha dato alla traccia un bel equilibrio tra vivaci percussioni e atmosfere distorte. La parte più intrigante, però, sarebbe il coro.  È in parte disorientante e in parte crea dipendenza, e la scelta coraggiosa suggerisce che lei sa esattamente cosa vuole raggiungere con questo progetto." Tom Breihan di Stereogum afferma che "[Gold] dà l'impressione di qualche nuova mutazione affascinante della musica bedroom-pop," e aggiunge che "segue l'esempio dal R&B e dalla musica dance spaziale e distorta, ma ha anche il cuore aperto per la music classica pop."

## Utilizzo nei media
La canzone può essere ascoltata all'interno degli show televisivi come Power, Quantico, Geordie Shore e Riverdale. È stata riprodotta durante la serata di competizione d'abito di ballo per Miss Universo 2016.